# Devesa d'Aubets
La Devesa d'Aubets és un indret del poble de La Llena, al municipi de Lladurs (Solsonès).